# Sandhi
Sándhi (sanskrt saṃdhi संधि »stik, spoj«) je jezikoslovni termin, ki označuje medsebojni vpliv in prilagajanje glasov, ki se dogaja na stikih morfemov ali besed.

## Opis
Sandhi je splošni termin za različne fonetične procese, ki se zgodijo pri sestavljanju morfemov in besed. Ločimo notranji in zunanji sandhi, kjer notranji označuje spremembe pri sestavljanju morfemov v besedo, zunanji pa prilagajanje glasov med različnimi besedami. Odvisno od jezika se lahko glasovne spremembe zapišejo, ali pa ostanejo samo na ravni izgovora. 
Tonemski jeziki, kot je mandarinščina, imajo tudi tonemski sandhi, pri katerem se po določenih pravilih en tonemski naglas prilagodi drugemu.
Termin izhaja iz vjakarane (vyākaraṇa - razstavljanje, analiza), sanskrtske slovnične tradicije. V sanskrtu obstaja mnogo prilagajanj glasov, ki se vsa tudi zapišejo. Sanskrtski slovničarji so vsa takšna prilagajanja sestavili zbirko pravil in jih poimenovali s terminom sandhi (saṃdhi - dobesedno »skupaj-držati«).

## Notranji sandhi
Notranji sandhi označuje spremembe pri sestavljanju morfemov. Pri tem se lahko srečata glasova z različnimi fonetičnimi lastnostmi, recimo zveneči in nezveneči, ki ju ni mogoče izgovoriti. Zato se v paru, ki se srečata, eden glas prilagodi drugemu: 
Primeri: 
- slovenščina: glas + ba > glasba [glazba]; slad + ka -> sladka [slatka].

- angleščina: syn + pathy > sympathy

- sanskrt: sthā (stati, glagol v debelni obliki); ti + sthā > tiṣṭhā (tištha, pri tvorbi osnovne oblike glagola pride do reduplikacije - pred glagolom dodamo morfem ti, ki pa povzroči sandhi spremembo v debelni obliki); 3. oseba ednine: tiṣṭhati (tišthati - stoji).

## Zunanji sandhi
Zunanji sandhi nastane pri nizanju besed v stavke. Tudi tukaj se glasovi na stiku prilagajajo drug drugemu.
Primeri:
- slovenščina: pred kovačnico [pret-kovačnico]; glas bobni [glaz-bobni].

- angleščina:

1. a house - an apple (sprememba se tudi zapiše)
2. the man [θɘ mæn] - the end [ði end] (sprememba ostane samo v izgovorjavi)

- sanskrt: kena + upaniṣad > kenopaniṣad (Kena Upanišad, naslov dela); rāmas + gaččhati > ramo gaččhati (Rāma gre)